# 마쓰바라 히로키
마쓰바라 히로키(일본어: 松原 浩樹, 1973년 11월 15일 ~ )는 일본의 전 축구 선수이다.

## 구단 경력
1996년 J1리그의 시미즈 에스펄스에 입단했다. 1996년후 현역 은퇴.